# Associazione Sportiva Ischia Isolaverde 1994-1995
Questa voce raccoglie le informazioni riguardanti l'Ischia Isolaverde nelle competizioni ufficiali della stagione 1994-1995.

## Stagione
Nel 1994-1995 l'Ischia Isolaverde prese parte al suo settimo campionato di Serie C1, classificandosi al 16º posto. Infatti, dopo un campionato costellato dal raggiungimento di parecchi record negativi (peggior quoziente reti, peggior attacco e minimo di vittorie in casa) e dall'avvicendarsi di ben 3 direzioni tecniche (Gianni Balugani, poi Pasquale Casale, poi il duo Impagliazzo - Rispoli), l'Ischia riuscì a garantirsi l'ultimo posto utile per disputare i playout. L'avversario fu il Chieti allenato da Gianni Balugani. La squadra guidata dal duo Impagliazzo – Rispoli (che annoverava in rosa, in quel campionato, Vincenzo Matrone e Alessandro Toti), vinse la gara d'andata per tre reti a uno e pareggiò verso lo scadere la gara di ritorno, il 18 giugno 1995, garantendosi il diritto di rimanere in C1. A fine stagione Giovanni Martusciello, dopo 7 campionati in maglia gialloblu, passò a titolo definitivo all'Empoli.

## Divise e sponsor
Lo sponsor tecnico per la stagione 1994-1995 è Legea, mentre lo sponsor ufficiale è Banca Popolare di Napoli.

## Organigramma societario
Area direttiva
- Presidente: Bruno Basentini
- Vice presidente: Catello Buono
- Amministratore delegato: Nicola Trani
- Direttore Generale: Claudio Picconi

Area organizzativa
- Segretario generale: Giuseppe Mollo
- Segretario amministrativo: Carlo Picconi
- Team manager: Giuliano Spignese

Area tecnica
- Allenatore: Gianni Balugani, sostituito da Pasquale Casale, sostituito da Vincenzo Rispoli e Franco Impagliazzo

Area sanitaria
- Medici sociali: dott. Antonio Cristiano
- Massaggiatori: Salvatore Buono

## Rosa
| N. |                   | Ruolo | Calciatore          |
| -- | ----------------- | ----- | ------------------- |
|    | Italia (bandiera) | P     | Guido Nanni         |
|    | Italia (bandiera) | P     | Marco Morrone       |
|    | Italia (bandiera) | P     | Remo Ianni          |
|    | Italia (bandiera) | D     | Francesco Corsini   |
|    | Italia (bandiera) | D     | Massimiliano D'Urso |
|    | Italia (bandiera) | D     | Ciro Caruso         |
|    | Italia (bandiera) | D     | Clemente De Siato   |
|    | Italia (bandiera) | D     | Stefano De Angelis  |
|    | Italia (bandiera) | D     | Claudio Ferri       |
|    | Italia (bandiera) | D     | Flavio Leo          |
|    | Italia (bandiera) | D     | Vincenzo Matrone    |
|    | Italia (bandiera) | D     | Gennaro Monaco      |
|    | Italia (bandiera) | D     | Gianluca Pacioni    |
|    | Italia (bandiera) | D     | Antonio Rogazzo     |
|    | Italia (bandiera) | D     | Luigi D'Aniello     |

| N. |                   | Ruolo | Calciatore                 |
| -- | ----------------- | ----- | -------------------------- |
|    | Italia (bandiera) | C     | Leonardo Aloi              |
|    | Italia (bandiera) | C     | Luigi D'Alessio            |
|    | Italia (bandiera) | C     | Domenico De Simone         |
|    | Italia (bandiera) | C     | Thomas Di Nolfo            |
|    | Italia (bandiera) | C     | Gioacchino Lombardi        |
|    | Italia (bandiera) | C     | Giovanni Martusciello      |
|    | Italia (bandiera) | C     | Gaetano Palladino          |
|    | Italia (bandiera) | C     | Alessandro Toti (capitano) |
|    | Italia (bandiera) | A     | Giuseppe Barrucci          |
|    | Canada (bandiera) | A     | Rosario Cerminara          |
|    | Italia (bandiera) | A     | Luigi Di Baia              |
|    | Italia (bandiera) | A     | Luca Gonano                |
|    | Italia (bandiera) | A     | Ciro Muro                  |
|    | Italia (bandiera) | A     | Salvatore Russo            |
|    | Italia (bandiera) | A     | Vittorio Torino            |

### Serie C1

#### Girone di andata
| Arbitro: | Lion (Padova) |

|                 |           |                                       |
| 89’ Di Baia (r) | Marcatori | 53’, 84’ Cecchini 58’ Memmo 79’ Ponti |

| Arbitro: | Preschern (Mestre) |

|                                |           |  |
| Aglietti 16’, 91’ Visentin 24’ | Marcatori |  |

| Ischia 11 settembre 1994, ore 16:00 CEST 3ª giornata | Ischia Isolaverde  | 0 – 0 | Lodigiani | Stadio Vincenzo Mazzella\| Arbitro: \| Dagnello (Trieste) \| |
| Arbitro:                                             | Dagnello (Trieste) |       |           |                                                              |

| Arbitro: | Tripaldi (Potenza) |

|               |           |            |
| Francioso 25’ | Marcatori | 56’ Gonano |

| Ischia 25 settembre 1994, ore 15:00 CEST 5ª giornata | Ischia Isolaverde | 0 – 0 | Avellino | Stadio Vincenzo Mazzella (4000 spett.)\| Arbitro: \| Lucini (Bergamo) \| |
| Arbitro:                                             | Lucini (Bergamo)  |       |          |                                                                          |

| Arbitro: | Fausti (Milano) |

|                          |           |            |
| Calvaresi 40’ Monari 83’ | Marcatori | 73’ D'Urso |

| Arbitro: | Vendramin (Castelfranco Veneto) |

|            |           |  |
| Ortoli 18’ | Marcatori |  |

| Ischia 16 ottobre 1994, ore 14:30 CEST 8ª giornata | Ischia Isolaverde         | 0 – 0 | Trapani | Stadio Vincenzo Mazzella (1500 spett.)\| Arbitro: \| Matteo Apricena (Firenze) \| |
| Arbitro:                                           | Matteo Apricena (Firenze) |       |         |                                                                                   |

| Arbitro: | Bizzotto (Castelfranco Veneto) |

|  |           |            |
|  | Marcatori | 75’ D'Urso |

| Arbitro: | Calvi (Milano) |

|  |           |            |
|  | Marcatori | 8’ Barbera |

| Arbitro: | Ugo Pizzini (Verona) |

|                 |           |             |
| Buoncammino 33’ | Marcatori | 30’ Di Baia |

| Arbitro: | L. Branzoni (Pavia) |

|            |           |  |
| D'Urso 18’ | Marcatori |  |

| Ischia 27 novembre 1994, ore 14:30 CEST 13ª giornata | Ischia Isolaverde       | 0 – 0 | Barletta | Stadio Vincenzo Mazzella (1500 spett.)\| Arbitro: \| Corrado Sorte (Bergamo) \| |
| Arbitro:                                             | Corrado Sorte (Bergamo) |       |          |                                                                                 |

| Arbitro: | Acronzio (Teramo) |

|           |           |             |
| Ricci 71’ | Marcatori | 39’ Di Baia |

| Arbitro: | Calabrese (Avezzano) |

|  |           |                                                        |
|  | Marcatori | 28’ Spigarelli 48’ Di Napoli 65’ Tomassini 74’ Melotti |

| Siracusa 18 dicembre 1994, ore 14:30 CEST 16ª giornata | Siracusa          | 0 – 0 | Ischia Isolaverde | Stadio Nicola De Simone\| Arbitro: \| Urbano (Carbonia) \| |
| Arbitro:                                               | Urbano (Carbonia) |       |                   |                                                            |

| Ischia 30 dicembre 1994, ore 14:30 CEST 17ª giornata | Ischia Isolaverde | 0 – 0 | Siena | Stadio Vincenzo Mazzella\| Arbitro: \| Piretti (Ravenna) \| |
| Arbitro:                                             | Piretti (Ravenna) |       |       |                                                             |

#### Girone di ritorno
| Arbitro: | Nucini (Bergamo) |

|                                  |           |                 |
| Moschetti 40’ (rig.) Mollica 63’ | Marcatori | 27’, 38’ Gonano |

| Arbitro: | Serena (Bassano del Grappa) |

|            |           |  |
| D'Urso 49’ | Marcatori |  |

| Roma 29 gennaio 1995, ore 14:30 CEST 20ª giornata | Lodigiani        | 0 – 0 | Ischia Isolaverde | Stadio Flaminio (1500 spett.)\| Arbitro: \| Baglioni (Prato) \| |
| Arbitro:                                          | Baglioni (Prato) |       |                   |                                                                 |

| Ischia 12 febbraio 1995, ore 14:30 CEST 21ª giornata | Ischia Isolaverde       | 0 – 0 | Casarano | Stadio Vincenzo Mazzella (2000 spett.)\| Arbitro: \| Pin (Conegliano Veneto) \| |
| Arbitro:                                             | Pin (Conegliano Veneto) |       |          |                                                                                 |

| Arbitro: | Lion (Padova) |

|             |           |                  |
| Marasco 38’ | Marcatori | 45’ Martusciello |

| Ischia 26 febbraio 1995, ore 14:30 CEST 23ª giornata | Ischia Isolaverde | 0 – 0 | Atletico Catania | Stadio Vincenzo Mazzella (1800 spett.)\| Arbitro: \| Sirotti (Forlì) \| |
| Arbitro:                                             | Sirotti (Forlì)   |       |                  |                                                                         |

| Arbitro: | L. Branzoni (Pavia) |

|            |           |  |
| Torino 79’ | Marcatori |  |

| Arbitro: | Cito (Nichelino) |

|                               |           |  |
| Capizzi 6’ 66’ (rig.) Barraco | Marcatori |  |

| Ischia 26 marzo 1995, ore 15:00 CEST 26ª giornata | Ischia Isolaverde | 0 – 0 | Nola | Stadio Vincenzo Mazzella (1245 spett.)\| Arbitro: \| Longo (Paola) \| |
| Arbitro:                                          | Longo (Paola)     |       |      |                                                                       |

| Sora 2 aprile 1995, ore 16:00 CEST 27ª giornata | Sora              | 0 – 0 | Ischia Isolaverde | Stadio Claudio Tomei\| Arbitro: \| Piretti (Ravenna) \| |
| Arbitro:                                        | Piretti (Ravenna) |       |                   |                                                         |

| Ischia 9 aprile 1995, ore 16:00 CEST 28ª giornata | Ischia Isolaverde | 0 – 0 | Juventus Stabia | Stadio Vincenzo Mazzella (2000 spett.)\| Arbitro: \| Nucini (Bergamo) \| |
| Arbitro:                                          | Nucini (Bergamo)  |       |                 |                                                                          |

| Empoli 23 aprile 1995, ore 16:00 CEST 29ª giornata | Empoli            | 0 – 0 | Ischia Isolaverde | Stadio Carlo Castellani\| Arbitro: \| Innocente (Udine) \| |
| Arbitro:                                           | Innocente (Udine) |       |                   |                                                            |

| Arbitro: | Dagnello (Trieste) |

|                        |           |            |
| Monti 10’ Calcagno 78’ | Marcatori | 3’ Di Baia |

| Arbitro: | Rossi (Ciampino) |

|  |           |          |
|  | Marcatori | 4’ Ricci |

| Arbitro: | Fausti (Milano) |

|               |           |  |
| Di Napoli 80’ | Marcatori |  |

| Arbitro: | Serena (Bassano del Grappa) |

|            |           |  |
| D'Urso 29’ | Marcatori |  |

| Arbitro: | Ferrarini (Parma) |

|                             |           |                                             |
| Putelli 56’ Lauria 76’, 87’ | Marcatori | 11’ (rig.) Di Baia 24’ Matrone 88’ R. Russo |

### Playout

#### Andata
| Arbitro: | Ercolino (Cassino) |

|                                          |           |                   |
| Di Baia 19’ (rig.) Gonano 68’ D'Urso 71’ | Marcatori | 89’ (rig.) Ortoli |

#### Ritorno
| Arbitro: | Strazzera (Trapani) |

|              |           |              |
| Baglieri 67’ | Marcatori | 89’ Barrucci |

### Coppa Italia

#### Fase Eliminatoria
| Ischia 21 agosto 1994, ore 20:30 CET Primo Turno - Andata | Ischia Isolaverde | 2 – 1 | Albanova | Stadio Vincenzo Mazzella |

| Casal di Principe 31 agosto 1994, ore 20:30 CET Primo Turno - Ritorno | Albanova | 4 – 0 | Ischia Isolaverde | Stadio Comunale |

## Statistiche
Statistiche aggiornate al 22 ottobre 2011

### Statistiche di squadra
| Competizione | Punti | In casa | In casa | In casa | In casa | In casa | In casa | In trasferta | In trasferta | In trasferta | In trasferta | In trasferta | In trasferta | Totale | Totale | Totale | Totale | Totale | Totale | DR  |
| Competizione | Punti | G       | V       | N       | P       | Gf      | Gs      | G            | V            | N            | P            | Gf           | Gs           | G      | V      | N      | P      | Gf     | Gs     | DR  |
| ------------ | ----- | ------- | ------- | ------- | ------- | ------- | ------- | ------------ | ------------ | ------------ | ------------ | ------------ | ------------ | ------ | ------ | ------ | ------ | ------ | ------ | --- |
| Serie C1     | 34    | 17      | 4       | 9       | 4       | 6       | 11      | 17           | 1            | 10           | 6            | 12           | 20           | 34     | 5      | 19     | 10     | 18     | 31     | -13 |
| Coppa Italia | -     | 1       | 1       | 0       | 0       | 2       | 1       | 1            | 0            | 0            | 1            | 0            | 4            | 2      | 1      | 0      | 1      | 2      | 5      | -3  |
| Play-out     | -     | 1       | 1       | 0       | 0       | 3       | 1       | 1            | 0            | 1            | 0            | 1            | 1            | 2      | 1      | 1      | 0      | 4      | 2      | +2  |
| Totale       | -     | 19      | 6       | 9       | 4       | 11      | 13      | 19           | 1            | 11           | 7            | 13           | 25           | 38     | 7      | 20     | 11     | 24     | 38     | -14 |

### Statistiche dei giocatori
| Giocatore       | Serie C1 | Serie C1 | Serie C1    | Serie C1   | Coppa Italia | Coppa Italia | Coppa Italia | Coppa Italia | Play-out | Play-out | Play-out    | Play-out   | Totale   | Totale | Totale      | Totale     |
| Giocatore       | Presenze | Reti     | Ammonizioni | Espulsioni | Presenze     | Reti         | Ammonizioni  | Espulsioni   | Presenze | Reti     | Ammonizioni | Espulsioni | Presenze | Reti   | Ammonizioni | Espulsioni |
| --------------- | -------- | -------- | ----------- | ---------- | ------------ | ------------ | ------------ | ------------ | -------- | -------- | ----------- | ---------- | -------- | ------ | ----------- | ---------- |
| L. Aloi         | 2        | -        | -           | -          | -            | -            | -            | -            | 1        | -        | -           | -          | 3        | -      | -           | -          |
| G. Barrucci     | 19       | -        | -           | -          | -            | -            | -            | -            | 1        | 1        | -           | -          | 20       | 1      | -           | -          |
| C. Caruso       | 14       | -        | -           | -          | -            | -            | -            | -            | -        | -        | -           | -          | 14       | -      | -           | -          |
| R. Cerminara    | 2        | -        | -           | -          | -            | -            | -            | -            | -        | -        | -           | -          | 2        | -      | -           | -          |
| F. Corsini      | 5        | -        | -           | -          | -            | -            | -            | -            | -        | -        | -           | -          | 5        | -      | -           | -          |
| S. De Angelis   | -        | -        | -           | -          | -            | -            | -            | -            | 2        | -        | 1           | -          | 2        | -      | 1           | -          |
| L. D'Alessio    | 30       | -        | -           | -          | -            | -            | -            | -            | 2        | -        | -           | 1          | 32       | -      | -           | 1          |
| C. De Siato     | 18       | -        | -           | -          | -            | -            | -            | -            | 1        | -        | 1           | -          | 19       | -      | 1           | -          |
| D. De Simone    | 3        | -        | -           | -          | -            | -            | -            | -            | -        | -        | -           | -          | 3        | -      | -           | -          |
| L. Di Baia      | 31       | 5        | -           | -          | -            | -            | -            | -            | 2        | 1        | -           | -          | 33       | 6      | -           | -          |
| T. Di Nolfo     | 1        | -        | -           | -          | -            | -            | -            | -            | -        | -        | -           | -          | 1        | -      | -           | -          |
| M. D'Urso       | 32       | 5        | -           | -          | -            | -            | -            | -            | 2        | 1        | -           | -          | 34       | 6      | -           | -          |
| C. Ferri        | 6        | -        | -           | -          | -            | -            | -            | -            | -        | -        | -           | -          | 6        | -      | -           | -          |
| L. Gonano       | 25       | 3        | -           | -          | -            | -            | -            | -            | 2        | 1        | 1           | -          | 27       | 4      | 1           | -          |
| F. Leo          | 28       | -        | -           | -          | -            | -            | -            | -            | 2        | -        | 1           | -          | 30       | -      | 1           | -          |
| G. Martusciello | 26       | 1        | -           | -          | -            | -            | -            | -            | 2        | -        | 1           | -          | 28       | 1      | 1           | -          |
| V. Matrone      | 22       | 1        | -           | -          | -            | -            | -            | -            | 2        | -        | -           | -          | 24       | 1      | -           | -          |
| G. Monaco       | 23       | -        | -           | -          | -            | -            | -            | -            | 2        | -        | 1           | -          | 25       | -      | 1           | -          |
| M. Morrone      | 32       | -23      | -           | -          | -            | -            | -            | -            | 2        | -2       | 1           | -          | 34       | -25    | 1           | -          |
| C. Muro         | 30       | -        | -           | -          | -            | -            | -            | -            | -        | -        | -           | -          | 30       | -      | -           | -          |
| G. Nanni        | 3        | -7       | -           | -          | -            | -            | -            | -            | -        | -        | -           | -          | 3        | -7     | -           | -          |
| G. Pacioni      | 7        | -        | -           | -          | -            | -            | -            | -            | -        | -        | -           | -          | 7        | -      | -           | -          |
| G. Palladino    | 7        | -        | -           | -          | -            | -            | -            | -            | -        | -        | -           | -          | 7        | -      | -           | -          |
| A. Rogazzo      | 15       | -        | -           | -          | -            | -            | -            | -            | 1        | -        | -           | -          | 16       | -      | -           | -          |
| S. Russo        | 20       | 1        | -           | -          | -            | -            | -            | -            | -        | -        | -           | -          | 20       | 1      | -           | -          |
| V. Torino       | 10       | 1        | -           | -          | -            | -            | -            | -            | -        | -        | -           | -          | 10       | 1      | -           | -          |
| A. Toti         | 29       | -        | -           | -          | -            | -            | -            | -            | 2        | -        | -           | -          | 31       | -      | -           | -          |